# Bieliny (gmina Brochów)
Bieliny – wieś w Polsce położona w województwie mazowieckim, w powiecie sochaczewskim, w gminie Brochów.
Wieś wchodzi w skład sołectwa Bieliny, Sianno.
W latach 1975–1998 miejscowość należała administracyjnie do województwa warszawskiego.